# Chasteu-ros
Chasteu-ros (en francès Châteauroux-les-Alpes) és un municipi francès situat al departament dels Alts Alps i a la regió de Provença – Alps – Costa Blava.

## Demografia
| 1866                                       | 1962 | 1968 | 1975 | 1982 | 1990 | 1999 | 2006  | 2017  |
| ------------------------------------------ | ---- | ---- | ---- | ---- | ---- | ---- | ----- | ----- |
| 1920                                       | 736  | 683  | 578  | 649  | 766  | 927  | 1.076 | 1.197 |
| Des de 1962: població sense dobles comptes |      |      |      |      |      |      |       |       |

## Administració
| Període                         | Identitat         | Partit |
| ------------------------------- | ----------------- | ------ |
| 2001-febrier de 2011 (dimissió) | Richard Anthoine  |        |
| febrier de 2011-                | Jean-Marie Barral |        |